# Falzett
A falzett (olaszul: falsetto, „fals”) olyan éneklésmódot jelent, amelyet az úgynevezett fejhangon éneklő férfiak alakítottak ki. A falzett a természetes énekregiszter után következő hang, ami a szájüreg felső padlásához ütődve érvényesül, hangfenékül a fej szolgál. Ezek a hangok nőknél is előfordulhatnak, azonban csak a férfiaknál nevezik falzettnek. 
- Alessandro Moreschi hangjaAlessandro Moreschi az utolsó kasztrált volt, és a Sixtus-kápolna kórusában énekelt

Nem tudod lejátszani a fájlt?
A falzett az énekművészet egyik külön ágát képezi; ritka az olyan énekes, aki művészi tökéllyel tudja használni. Főleg piano vagy decrescendo hangvételeknél van helyén, és ilyen esetekben szép hatásokat is el lehet vele érni. Gyakran alkalmazva egyhangúvá és férfiatlan hatásúvá válik, rendesen a már hanyatló hanganyag elpalástolására szolgál.
Régen ezek az énekesek a cappella műfajban a szoprán és alt szólamát énekelték, amikor a templomi kóruséneklésben a nők még nem vehettek részt.
A középkorban és a 15–18. században, Angliában még a 19. században is falzettisták énekelték a női szólamokat az egyházi muzsikában, azaz olyan férfiénekesek, akik női hangon tudtak énekelni. Leghíresebb falzettista Caruso volt, aki megfelelő énekesi képzés hiányában falzetthez közeli hangszínen énekelt.
Ma is fontos kelléke az operaénekesnek a falzett, bár színtelen hangot eredményez, és csak akkor használják, ha múlhatatlanul szükség van rá.
A falzettisták szerepkörét manapság az operaszínpadokon szoprán vagy mezzoszoprán énekesnők, korhű előadásokban pedig kontratenorok éneklik.
A popzenében is népszerű az éneklésmód, amelynek népszerűsítése a Bee Geeshez és a Dieter Bohlen alapította Modern Talkinghoz is kapcsolódik. Híres előadó továbbá Jimmy Somerville (The Communards, Bronski Beat), Magyarországon Révész Sándor.